# Stara Gradiška
Stara Gradiška (srbsky Стара Градишка, maďarsky Ógradiska) je vesnice a správní středisko stejnojmenné opčiny v Chorvatsku v Brodsko-posávské župě. Nachází se u břehu řeky Sávy, naproti bosenskému městu Gradiška, asi 26 km jihozápadně od Nové Gradišky a asi 73 km jihozápadně od Slavonského Brodu. V roce 2011 žilo ve Staré Gradišce 327 obyvatel, v celé opčině pak 1 363 obyvatel.
Součástí opčiny je celkem sedm trvale obydlených vesnic.
- Donji Varoš – 284 obyvatel
- Gornji Varoš – 258 obyvatel
- Gređani – 173 obyvatel
- Novi Varoš – 204 obyvatel
- Pivare – 17 obyvatel
- Stara Gradiška – 327 obyvatel
- Uskoci – 100 obyvatel

Opčinou prochází státní silnice D5 a župní silnice Ž4176, Ž4226 a Ž4227. Severně od vesnice prochází dálnice A3. Vesnice je známá díky mostu přes řeku Sávu a hraničnímu přechodu Stara Gradiška – Gradiška. Během druhé světové války se zde nacházel ustašovský koncentrační tábor Stara Gradiška, největší koncentrační tábor na území tehdejšího Chorvatska.